# Hidrofobie (chimie)

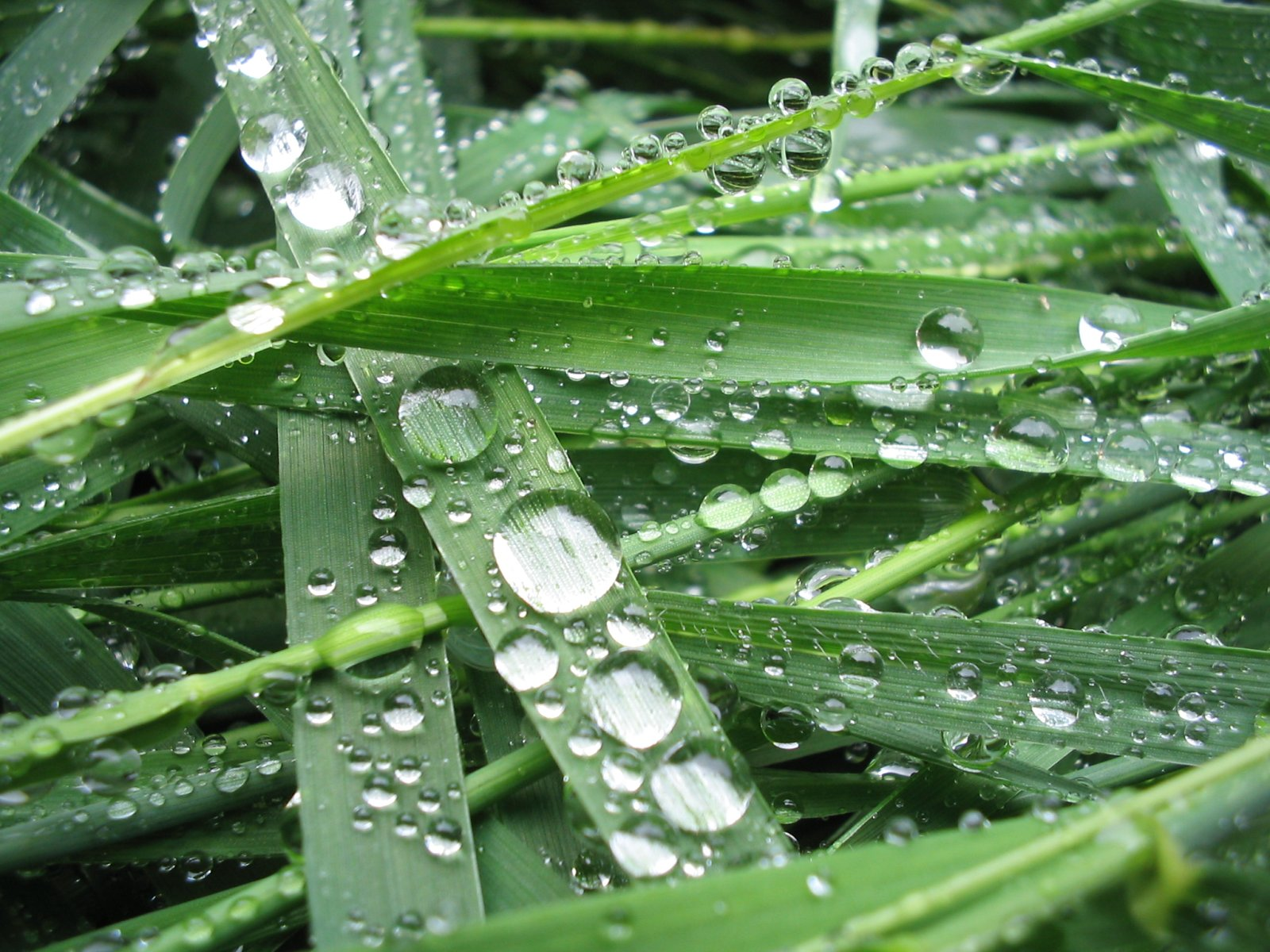
Roua este rezultatul condensării moleculelor de apă aflate în stare gazoasă pe suprafețe reci. Aici, suprafața rece este cea hidrofobă a unor fire de iarbă.

Hidrofobia este, în chimie, proprietatea opusă hidrofiliei (conform termenul compus din greacă hidros - apă, phobos = teamă, frică, contrastând cu philia - iubire) reprezintă o proprietate fizică a moleculelor unui corp oarecare de a respinge realizarea unei legături cu apa.  Hidrofobia este specifică moleculelor nepolare, adică a acelor molecule (organice și anorganice) care au axe de simetrie multiple. În sens general, hidrofobia, în chimie, este proprietatea unei substanțe de a nu se combina cu apa sub nicio formă, de a nu avea afinitate pentru apă.